# Хазанов, Анатолий Михайлович (1937)
Анато́лий Миха́йлович Хаза́нов (род. 13 декабря 1937, Москва, РСФСР, СССР) — советский и американский антрополог и этнолог, доктор исторических наук, профессор, специалист по кочевничеству, исторической антропологии, коллективной памяти. Профессор Висконсинского университета в Мадисоне. Член-корреспондент Британской академии (1990, секция антропологии и географии).

## Советский период
Родился в Москве. Окончил Московский государственный университет. В 1966 году защитил кандидатскую диссертацию «Вооружение, войско и военное искусство сарматов: III—II вв. до н. э. — IV в. н. э.», в 1976 году — докторскую диссертацию «Социальная история скифов».
В 1981 году подал документы на выезд в Израиль, получил отказ и был понижен в звании со старшего до младшего научного сотрудника Института этнографии АН СССР. В октябре 1985 года выехал в Израиль, где стал профессором отделения социологии и социальной антропологии Еврейского университета в Иерусалиме.

## Американский период
С 1990 года работает в Висконсинском университете в Мадисоне, эмерит-профессор. Специализируется на изучении репрессий в СССР и коллективной памяти о них в современной России. Получил стипендию Гуггенхайма в 1993 году.

## Избранные труды
- Хазанов А. М. Кочевники и внешний мир = Nomads and the outside world. — 3-е изд., доп. — Алматы: Дайк-Пресс, 2002. — 604 с. — ISBN 9965-441-18-9.
- Хазанов А. М. Кочевники и внешний мир: Избранные научные труды. — 4-е изд. — СПб.: Филологический факультет СПбГУ, 2008. — 512 с. — (Nomadica). — 1000 экз. — ISBN 978-5-8465-0632-9.